# Koník skleníkový
Koník skleníkový (Tachycines asynamorus, syn. Diestrammena asynamora) je druh koníka obývající většinu Evropy. Poprvé jej v roce 1902 popsal Johann Christian Adelung na základě exemplářů nachytaných v Petrohradě.

## Ekologie
Původně se vyskytoval ve východní Asii. Aktivní jsou za soumraku a lze je nalézt především ve velkých sklenících. Živí se menším hmyzem, ale také ovocem nebo květy. Samice snáší až 400 vajec do vlhké půdy, vývoj trvá při 25 °C asi šest měsíců.

## Velikost
Délka těla: 13-19 mm
Délka tykadel: až 80 mm u samic